# 3736 Rokoske
3736 Rokoske је астероид главног астероидног појаса са средњом удаљеношћу од Сунца која износи 3,017 астрономских јединица (АЈ).
Апсолутна магнитуда астероида је 11,1.